# ブライアン・イェール
ブライアン・ジョセフ・イェール（Brian Joseph Yale、1968年11月14日 - ）は、アメリカ合衆国のミュージシャンで、マッチボックス・トゥエンティ(Matchbox Twenty) のベーシストでもある。

## 経歴
コネチカット州オレンジで育った。1987年にアミティ地域高校（コネチカット州ウッドブリッジ）を卒業し、スクールバンド活動をしていた。1996年、マッチボックス・トゥエンティ結成。結成前は、ロブ・トーマスとポール・ドーセットと共にバンド、ダビザス・シークレットのメンバーとして活動していた。